# .uk
.uk (Inglês: United Kingdom) é o código TLD (ccTLD) na Internet para o Reino Unido (Inglaterra, País de Gales e Irlanda do Norte).
Em 2014, a Escócia ganhou um domínio próprio, o .scot.